# Causus
Causus es un género de serpientes venenosas que pertenece a la familia de las víboras. Es el único género de la subfamilia monotípica Causinae. Se distribuye únicamente en África Subsahariana.

## Especies
Se distinguen las siguientes especies:
| Especies          | Autor de taxón       | Nombre común                       | Distribución geográfica                                         |
| ----------------- | -------------------- | ---------------------------------- | --------------------------------------------------------------- |
| C. bilineatus     | Boulenger, 1905      | inglés: Two-striped night adder    | Angola, Zambia, y el sur de la República Democrática del Congo. |
| C. defilippii     | (Jan, 1863)          | inglés: Snouted night adder        | Sudeste de África.                                              |
| C. lichtensteinii | (Jan, 1859)          | inglés: Lichtenstein's night adder | África ecuatorial, de Zambia y Camerún a la Costa de Marfil.    |
| C. maculatus      | (Hallowell, 1842)    | inglés: West African night adder   | La mayor parte de África subsahariana al norte del ecuador.     |
| C. resimus        | (Peters, 1862)       | inglés: Green night adder          | La mayor parte de África ecuatorial.                            |
| C. rhombeatusT    | (Lichtenstein, 1823) | inglés: Common night adder         | África subsahariana.                                            |

T) Especie tipo.